# Catoria hemiprosopa
Catoria hemiprosopa är en fjärilsart som beskrevs av Turner 1904. Catoria hemiprosopa ingår i släktet Catoria och familjen mätare. Inga underarter finns listade i Catalogue of Life.